# Federico Zandomeneghi
Federico Zandomeneghi, né le 2 juin 1841 à Venise et mort le 30 décembre 1917 à Paris, est un peintre impressionniste italien.

## Biographie
Federico Zandomeneghi, dont le père et grand-père étaient des sculpteurs reconnus, est né à Venise; il s'inscrit à l'Académie de Venise en 1856. Partisan du leader Garibaldi, il s'engage en 1860 aux côtés de celui-ci, en participant à la campagne de Sicile, puis, il s'installe à Florence où il rencontre un certain nombre d'artistes connus sous le nom de Macchiaioli (Telemaco Signorini, Giovanni Fattori et Giuseppe Abbati). Il se joint à eux dans la peinture de paysages sur le motif. Peindre à l'extérieur de l'atelier, « en plein air », est, à ce moment-là, en Italie, une approche assez novatrice, afin d'apporter vivacité et spontanéité dans le rendu de la lumière.
En 1874, Zandomeneghi se rend à Paris — où il va passer le reste de sa vie — et y fait la  connaissance des impressionnistes qui viennent de faire leur première exposition de groupe. Zandomeneghi, dont le style de peinture est similaire au leur, participera à quatre de leurs expositions (1879, 1880, 1881 et 1886). Il est ami d'Edgar Degas. Pour compléter les maigres revenus perçus de la vente de ses tableaux, il trouve du travail dans l'illustration de magazines de mode.
Au début des années 1890, il se lance dans le pastel, où il devient particulièrement habile. Le marchand d'art Durand-Ruel présente ses tableaux aux États-Unis; dès lors sa renommée, et la cession de ses droits à Durand-Ruel  lui permettent de bénéficier d'une certaine aisance, jusqu'à sa mort à Paris en 1917.

## Quelques Œuvres

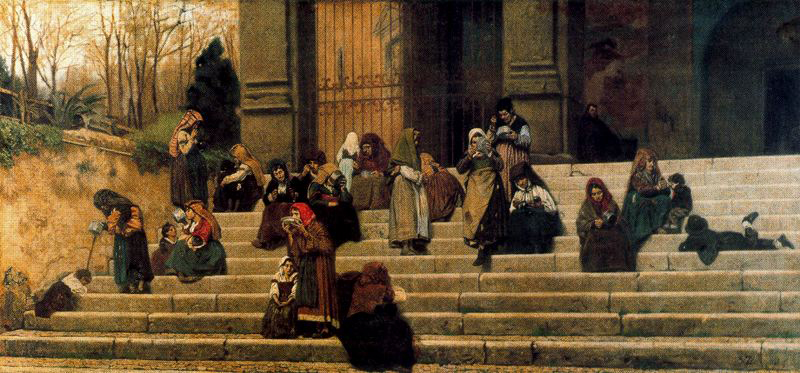
Impressioni di Roma (1872)
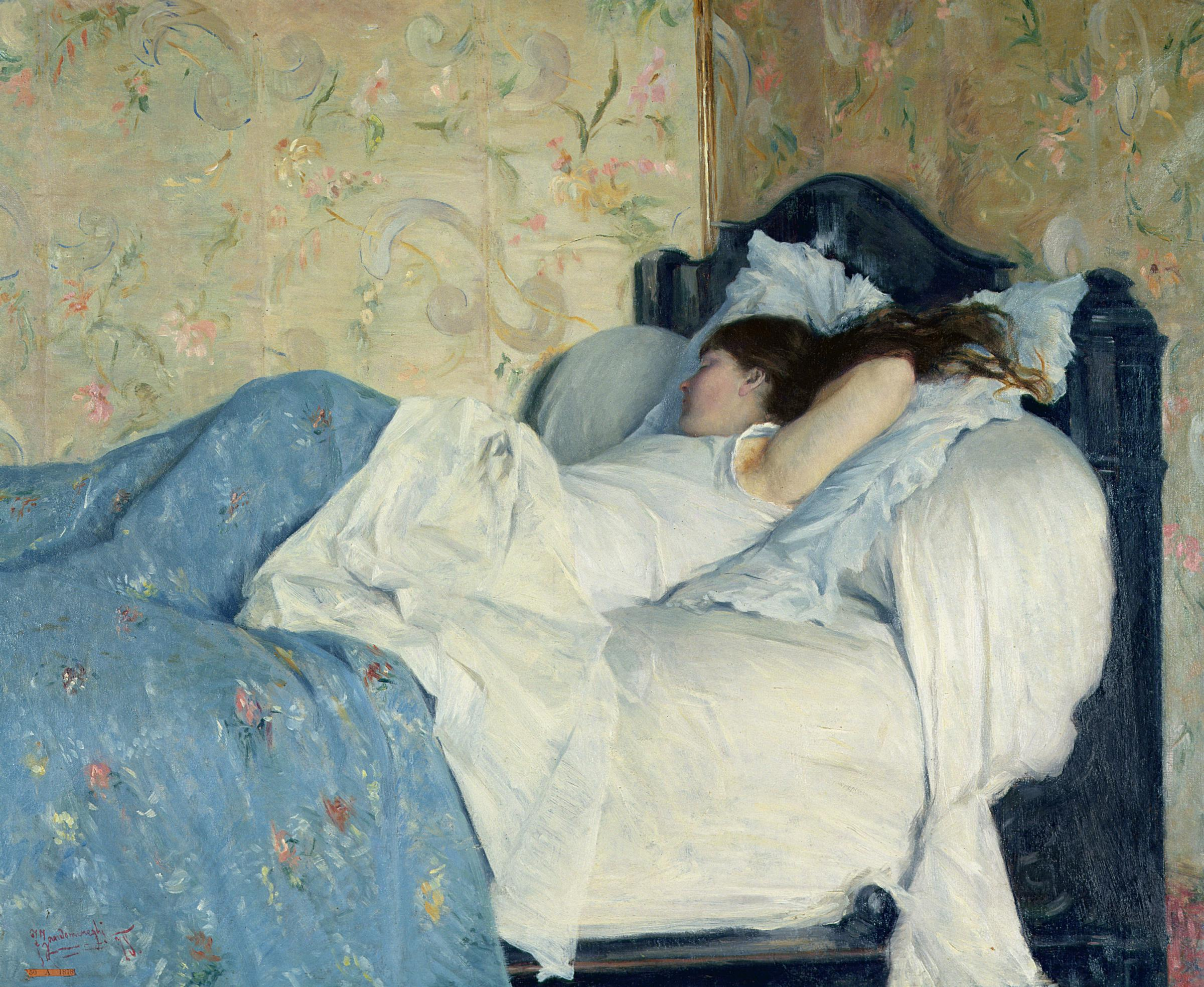
Au lit (1878)
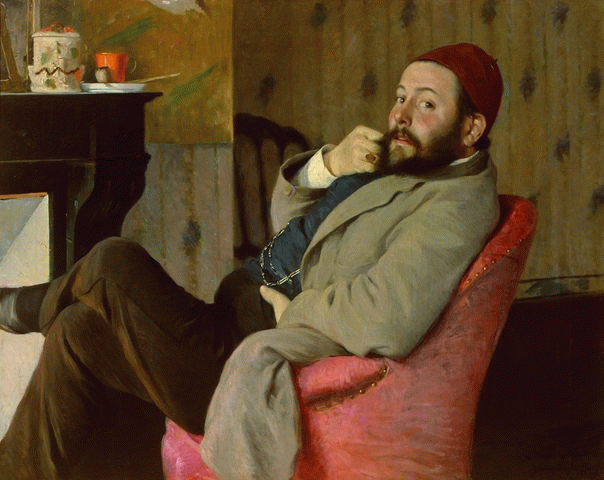
Portrait de Diego Martelli au fauteuil rouge (1879), Palais Pitti
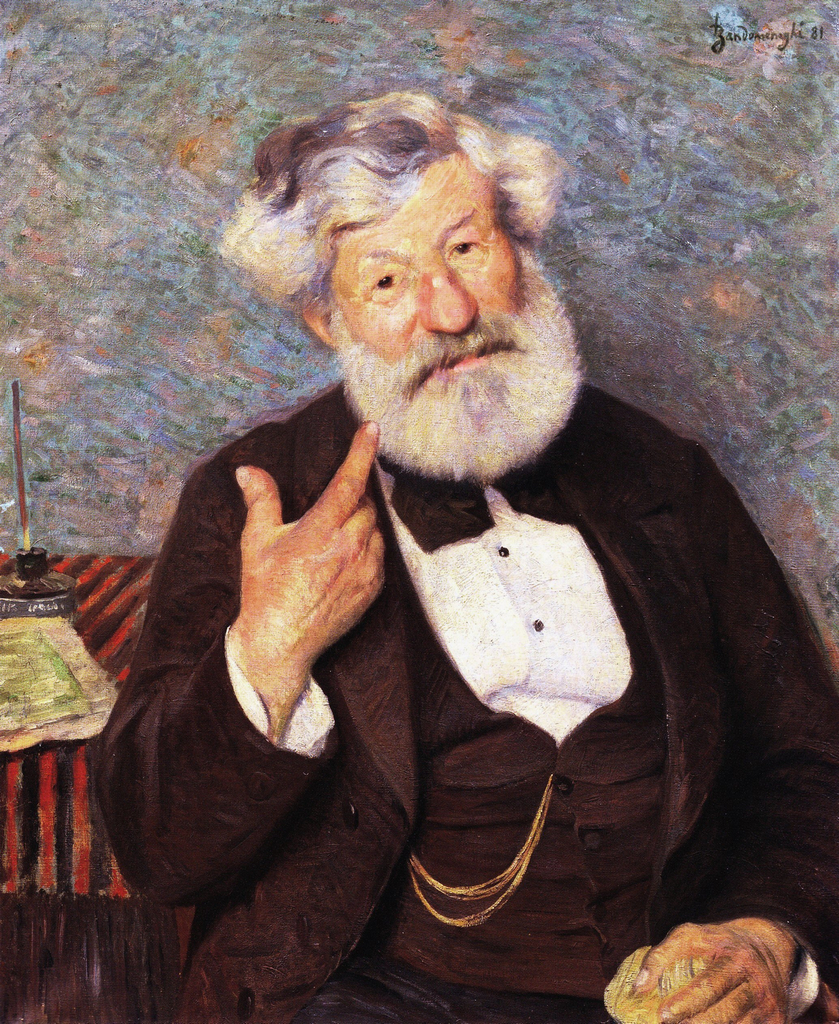
Portrait du Docteur (1881)
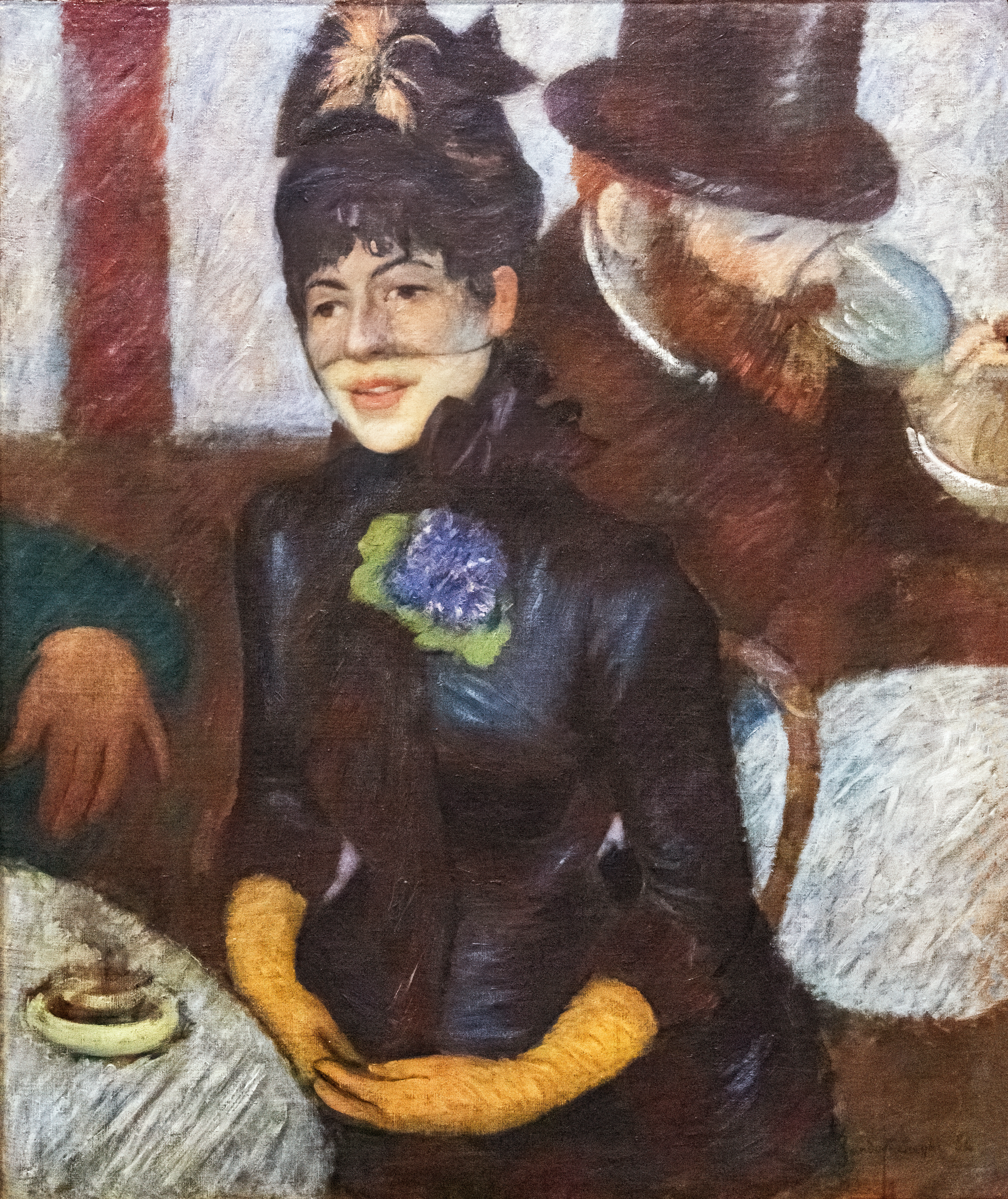
Au Café (1884) - Musée Civique du Palazzo Te, Mantoue
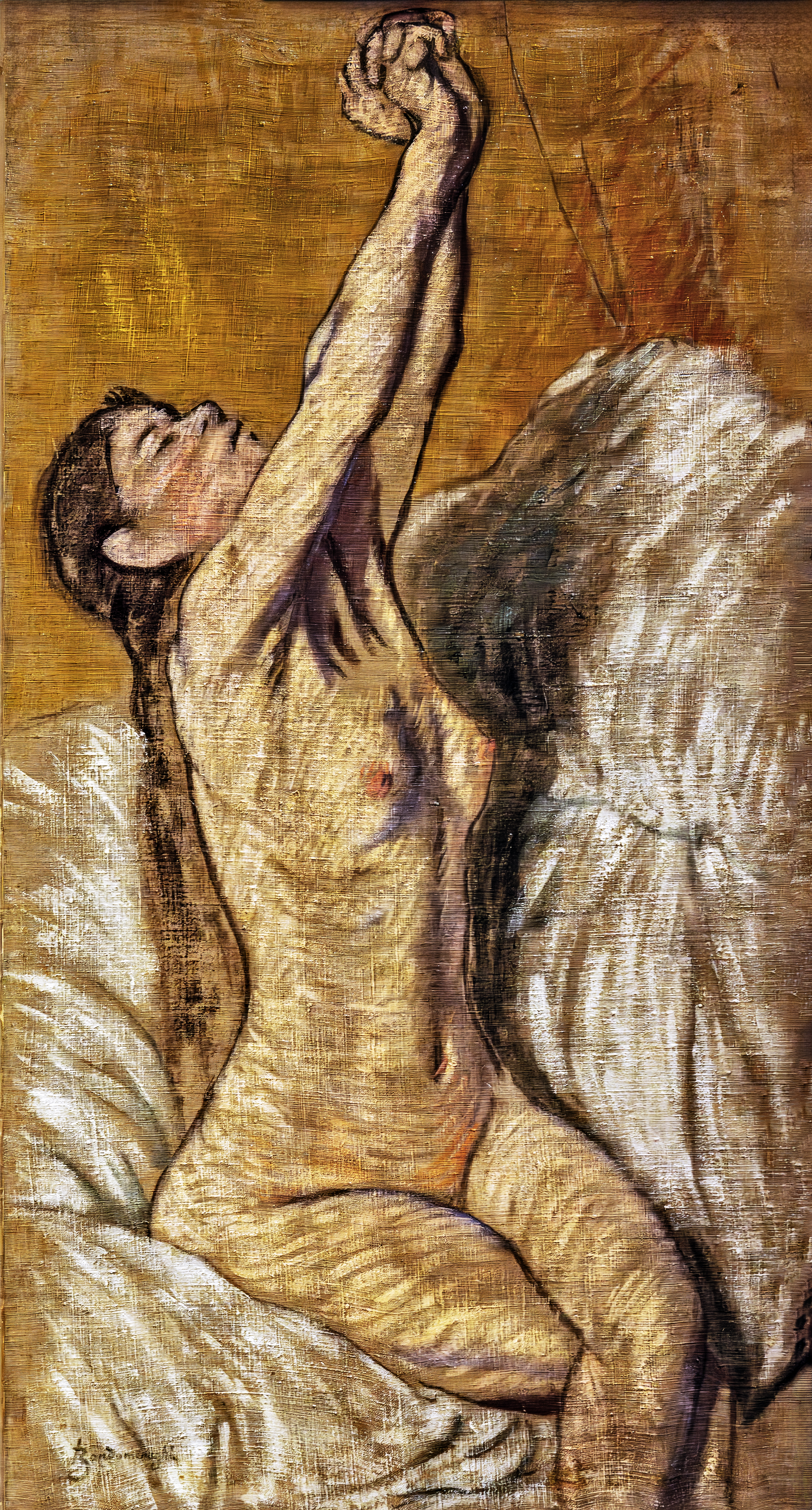
Nu de jeune fille (1887)
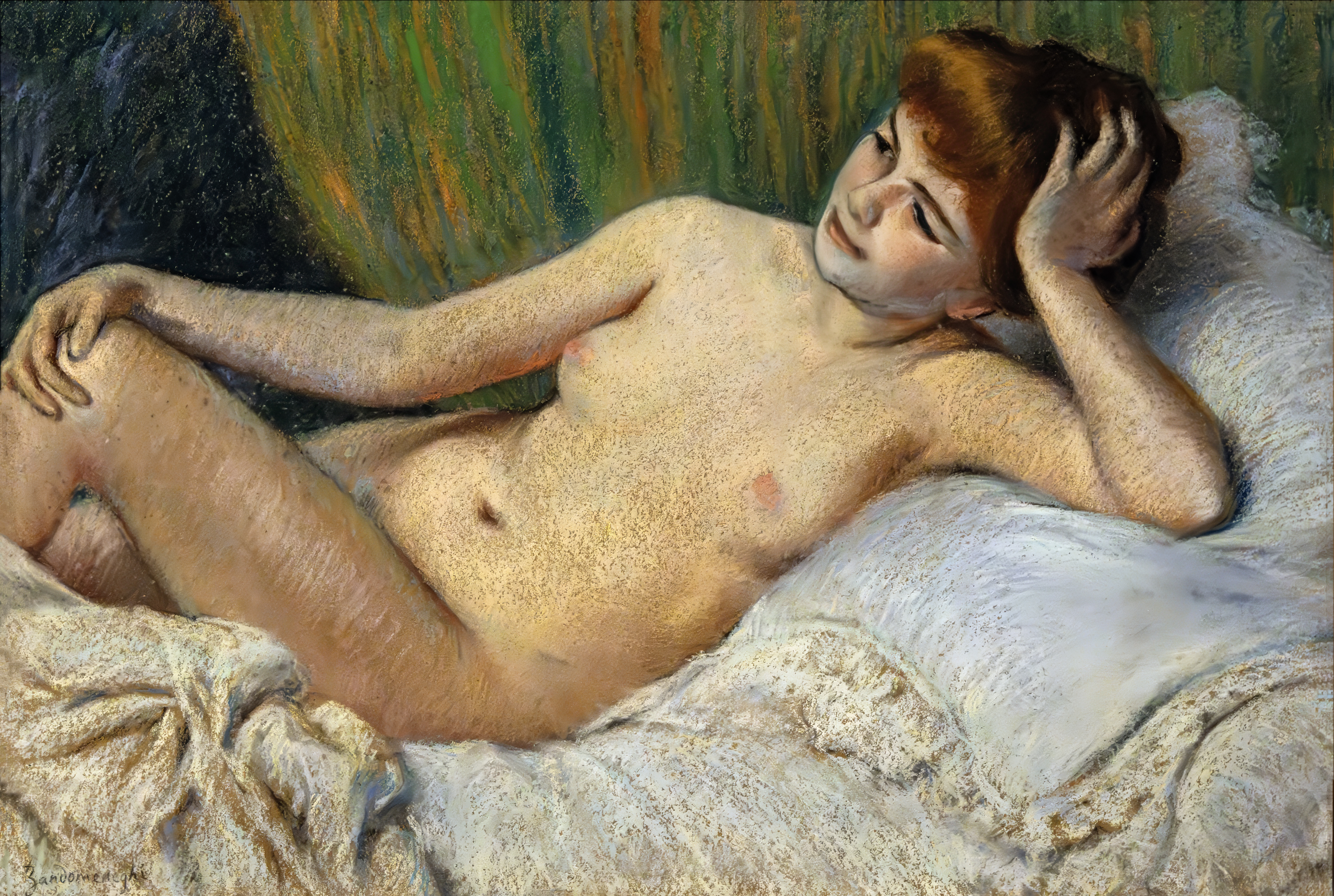
Nudo coricato (1896-1900)
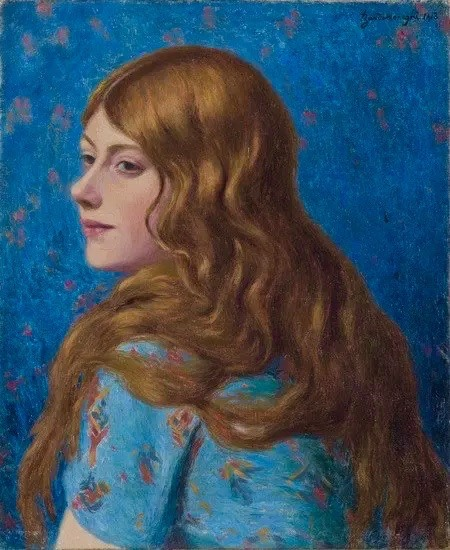
Buste de femme rousse vue de profil (1913)
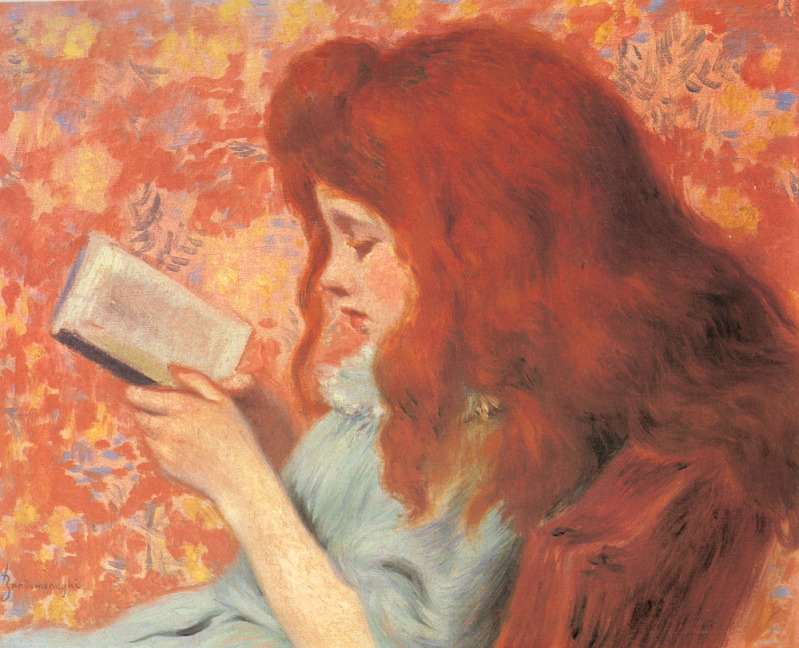
Jeune fille lisant un livre (avant1918)
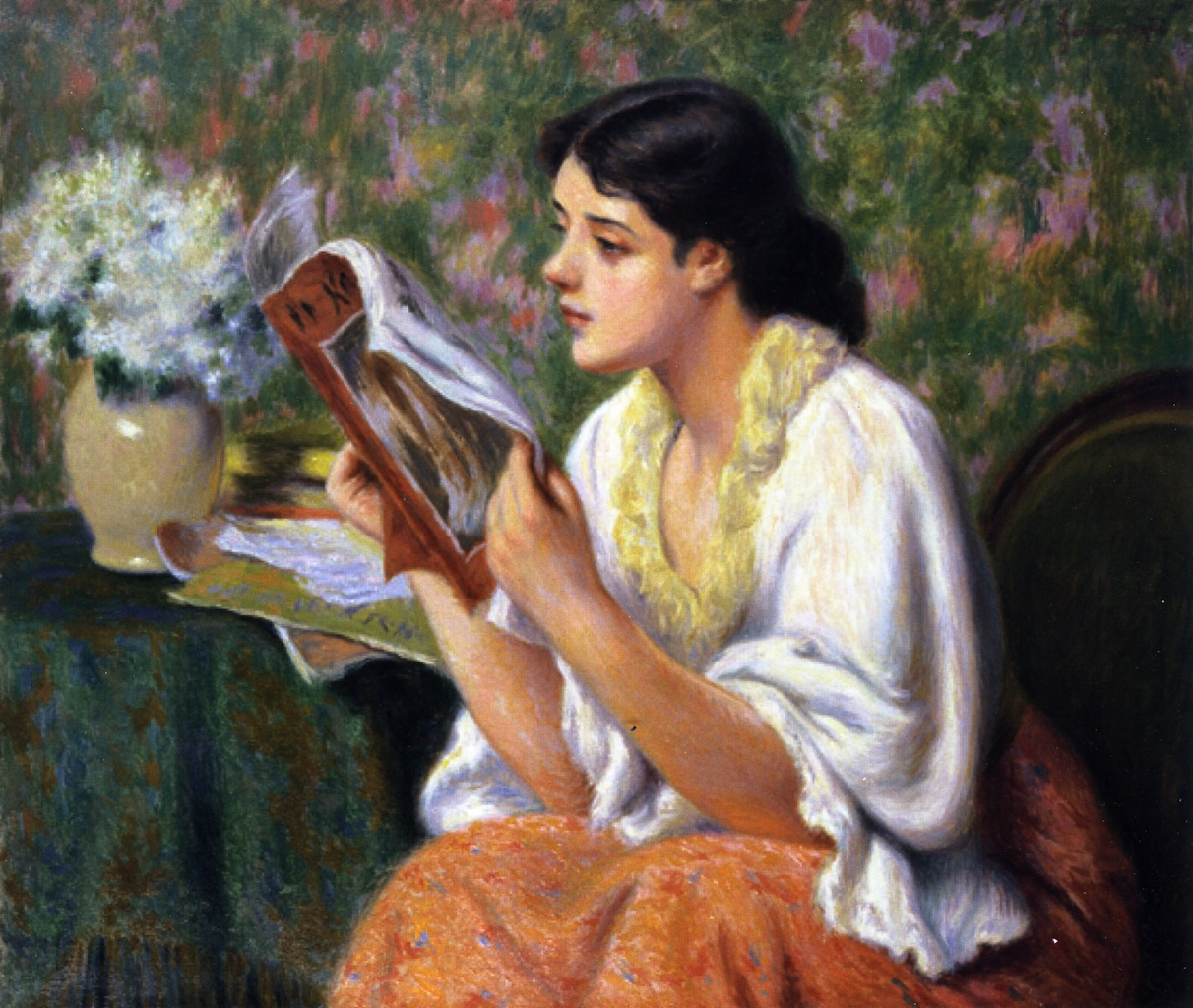
Femme au magazine féminin (avant1918)

### Source
- (en) Cet article est partiellement ou en totalité issu de l’article de Wikipédia en anglais intitulé « Federico Zandomeneghi » (voir la liste des auteurs).